# Конан I (герцог Бретани)
Конан I (Конан Кривой; фр. Conan I le Tort; погиб 27 июня 992, Конкерей) — граф Ренна с приблизительно 970 года, герцог Бретани и граф Нанта с 990 года.

## Биография

### Правление
Конан I Кривой, сын графа Ренна Юдикаэля Беранже, наследовал отцу около 970 года в графстве Ренн. Вскоре ему удалось освободиться от опеки архиепископа Доля Викоэна, которая была навязана ещё отцу. После этого Конан стал стремиться к контролю над Бретанью.
Первоначально он вступил в союз с епископом Ванна Орсаном Великим и подчинил себе Ваннето. В 981 году Конан постарался захватить графство Нант, однако в первой битве при Конкерей против герцога Бретонского и графа Нанта и Ванна Хоэлем I он успеха не добился.
Только после смерти брата Хоэля, герцога Гюереша и его наследника Алена в 990 году Конану удалось захватить Нант и присвоить себе титул герцога Бретани. 28 июля в присутствии всех епископов Бретани Конан I Кривой получил титул «князь Бретани» (лат. «Princeps Britannorum»).
Однако вскоре Конану пришлось столкнуться с графом Анжу Фульком III Неррой, провозгласившего себя защитником интересов Нантского дома. 27 июня 992 года Фульк разбил Конана во второй битве при Конкерей, причём сам Конан при этом погиб.

### Семья
Жена: с 973 года — Ирменгарда Анжуйская, дочь графа Анжу Жоффруа I Гризегонеля. Дети:
- Жоффруа I (980—1008), граф Ренна и герцог Бретани с 992 года
- Юдит (982—17 июня 1017); муж: с приблизительно 996 года — герцог Нормандии Ричард II Добрый (23 августа 963—28 августа 1026)
- Юдикаэль (умер 13 июня 1037), епископ Ванна с 1008 года
- Катюаллон (умер после 1050), аббат Редона
- Юрно (Юрво) (ум. после 1026).

Также у Конана известно несколько незаконных сыновей:
- Ален
- Юдикаэль.